# Moba flygplats
Moba flygplats är en flygplats vid orten Moba i Kongo-Kinshasa. Den ligger i provinsen Tanganyika, i den sydöstra delen av landet, 1 600 km öster om huvudstaden Kinshasa. Moba flygplats ligger 900 meter över havet. IATA-koden är BDV och ICAO-koden FZRB. Flygplatsen trafikeras av humanitära organisationer och FN:s fredsbevarande styrkor.